# Bathygobius cotticeps
Bathygobius cotticeps es una especie de peces de la familia de los Gobiidae en el orden de los Perciformes.

## Morfología
Los machos pueden llegar a alcanzar los 11 cm de longitud total.

## Distribución geográfica
Se encuentra desde el África Oriental hasta las Islas Hawái, las Islas Marquesas, las Tuamotu y el sur del Japón.

## Observaciones
Es inofensivo para los humanos.